# Àngela Roca Soler

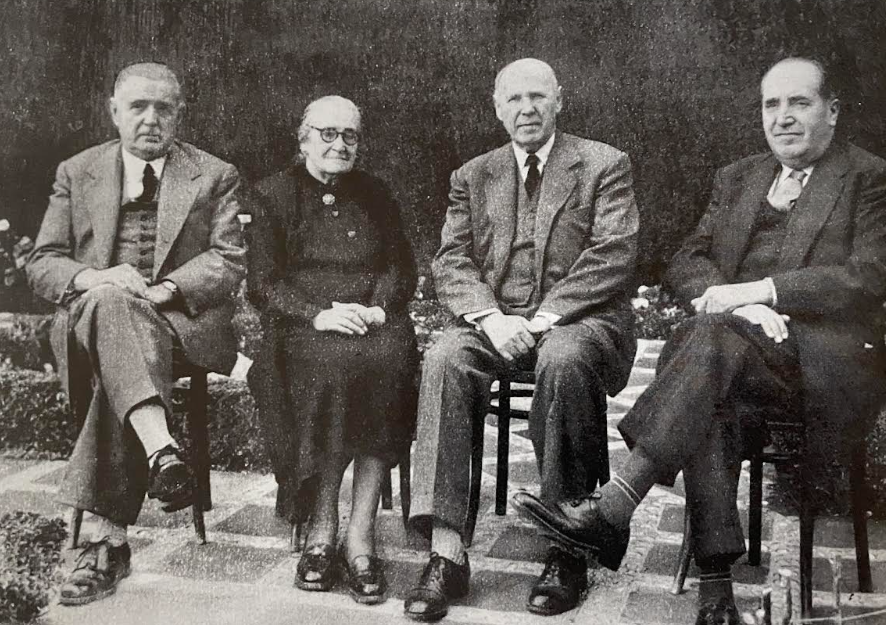
Maties, Àngela, Martí y Josep Roca y Soler

Àngela Roca y Soler (Manlleu, 21 de diciembre de 1880 - Barcelona, 30 de mayo de 1960) fue una empresaria y benefactora española, cofundadora de la empresa multinacional Compañía Roca Radiadores S.A. e impulsora de múltiples proyectos de beneficencia.

## Biografía
Àngela, también llamada Àngels o Angeleta, era la pubilla (hija mayor) de Pere Roca i Jané y María Soler i Serra, propietarios de un pequeño taller que se dedicaba a las reparaciones mecánicas de la industria textil.

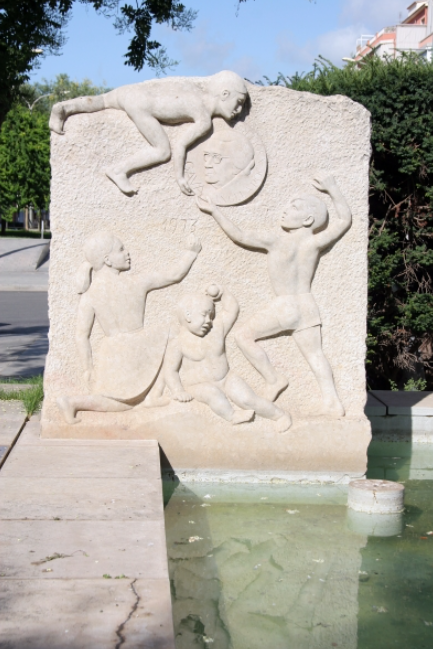
Escultura dedicada a Àngela Roca en la plaza de la iglesia de Gavá

Aprendió corte y confección en Barcelona. Con unas dotes extraordinarias para la organización, cuando su padre falleció asumió ella el encargo de llevar la contabilidad de la empresa. Fue la única encargada de la contabilidad del negocio familiar de los Roca desde 1910 hasta 1918, cuando su hermano Josep entró a formar parte activa del negocio. Sus otros dos hermanos, Matías y Martín, la acompañaban en la dirección técnica y comercial. Se estableció en Gavá con sus hermanos para establecer la primera gran fábrica de radiadores para calefacción doméstica e industrial de España, quedando al cargo de la contabilidad y de los aspectos benéficos y asistenciales, entre otros dando clases a las hijas de los trabajadores en edad escolar. En 1926 abandonó los cargos ejecutivos y de administración, dedicándose al cuidado de su madre enferma, así como a tareas benéficas y culturales.
Mujer de gran devoción cristiana, compró y donó la Torre del Suro (ca) en el barrio del Guinardó a los Hermanos Misioneros de los Enfermos Pobres en 1940 o 1952. Allí se instaló un hospital para los enfermos de tuberculosis. Financió otros muchos proyectos, como la ampliación y renovación del hospital de Sant Jaume de Manlleu o la del Casal de Gràcia en la misma ciudad, así como la construcción en Viladecans de un convento-escuela de las Hermanas Augustinas y otra escuela de los Hermanos de la Sagrada Familia, así como del patrocinio del hospital de Sant Llorenç, la adecuación de la Masía de Can Sellarès para los trabajadores de la fábrica y la construcción del Centro Cultural de Gavá.
En reconocimiento de su labora altruista, las ciudades de Gavá y de Viladecans le dedicaron una plaza, así como una calle y un monumento. Hay además una escuela y una asociación de vecinos en Gavá que llevan su nombre. En los municipios de Manlleu y de Abrera se la ha dedicado también un parque. Àngela Roca Soler fue nombrada hija predilecta de Manlleu en 1945 o 1951 e hija adoptiva de Gavá y de Viladecans en 1926 y 1961 respectivamente.